# FASTER
FASTER（ファスター） は、2016年6月下旬に運用が開始された太平洋横断海底通信ケーブルである。通信容量は 60 Tb/s。

## 概要
2014年8月から敷設を開始し、ケーブル総延長はおよそ 11,629 km に及ぶ。そのうち日米間のケーブル総延長はおよそ 9000 kmである。
敷設計画に参加した企業は次のとおり。
- Google（アメリカ）
- KDDI（日本）
- SingTel（シンガポール）
- China Telecom Global（中国）
- China Mobile International（中国）
- Global Transit Communications（マレーシア）

地上局は次のとおり。
- オレゴン州バンドン（英語版）（アメリカ）
- 千葉県南房総市千倉町（日本）
- 三重県志摩市（日本）
- 新北市淡水区（台湾）